# 1941
1941（千九百四十一、一九四一、せんきゅうひゃくよんじゅういち）は、自然数また整数において、1940の次で1942の前の数である。

## 性質
- 1941は合成数であり、約数は1, 3, 647, 1941である。
  - 約数の和は2592。
- 559番目の半素数であり、1つ前は1939、次は1942。
- 各位の和が15になる147番目の数である。1つ前は1932、次は1950。
- 1941 = 12 + 22 + 442 = 12 + 282 + 342 = 22 + 162 + 412 = 82 + 142 + 412 = 142 + 282 + 312 = 162 + 232 + 342
  - 3つの平方数の和6通りで表せる172番目の数である。1つ前は1923、次は1942。(オンライン整数列大辞典の数列 A025326)
  - 異なる3つの平方数の和6通りで表せる140番目の数である。1つ前は1938、次は1954。(オンライン整数列大辞典の数列 A025344)

## その他 1941 に関連すること
- 西暦1941年
- 『1941』は、スティーヴン・スピルバーグが監督した映画。1979年公開。
- 『1941 Counter Attack』は、カプコンが1990年2月に発売したアーケードゲーム。